# Paul Sturzenegger
Pour les articles homonymes, voir Sturzenegger.
Paul Sturzenegger est un joueur de football suisse né le 7 juin 1902 à Rosario, mort le 19 mai 1970 à Lugano.

## Biographie
Avec l'équipe de Suisse, il remporte la médaille d'argent aux Jeux olympiques d'été de 1924 à Paris. S'il ne joue pas la finale perdue contre l'Uruguay, il participe grandement au beau parcours des Helvétiques en inscrivant un quadruplé lors de la victoire contre la Lituanie au premier tour, puis il ouvre le score en quart de finale contre l'Italie.
Au total, il reçoit 15 sélections et inscrit 10 buts en équipe nationale.
Il meurt le 19 mai 1970 à l’hôpital de Lugano.

## Palmarès
- Champion de Suisse en 1924 avec le FC Zurich
- Vainqueur de la Coupe de Suisse en 1931 avec le FC Lugano